# أوسكار أكوستا (سياسي)
أوسكار أكوستا (بالإسبانية: Óscar Acosta)‏ هو كاتب ودبلوماسي وشاعر وسياسي غواتيمالي، ولد في 14 أبريل 1933 في تيغوسيغالبا في هندوراس، وتوفي بنفس المكان في 15 يوليو 2014.